# فلافيوس ديوسقورس
فلافيوس ديوسقورس ((باليونانية: Φλαύϊος Διόσκορος) Flauios Dioskoros) عاش في القرن السادس الميلادي في قرية أفروديتو، بمصر. ولهذا السبب يطلق عليه اسم ديوسقورس الأفروديتي. ورغم انه مصري، إلا أنه كتب الشعر باليونانية، لغة العصر البيزنطي. أشعاره من أقدم ما وصلنا من أشعار مكتوبة بيد شاعر معروف. اكتشفت برديات مخطوطاته المحتوية على تغييراته وتعديلاته لشعره في 1905, وهي الآن موجودة في المتاحف والمكتبات حول العالم. ديوسقورس كان مشتغلا أيضا ب العمل القانوني، والوثائق والمسودات القانونية المرتبطة به وبعائلته وسكان أفروديتو وغيرهم اكتشفت مع المخطوطات المحتوية على شعره. كمدير لقرية أفروديتو، قام بكتابة التماسات وعرائض نيابة عن السكان، والتي تعتبر فريدة من نوعها لأسلوب كتابتها الشاعري والديني. ديوسقورس كان مسيحيا (قبطي) وعاش في مجتمع نشط دينيا.
مجموعة البرديات اليونانية والقبطية المرتبطة بديوسقورس وأفروديتو تعتبر من أهم ماعثر عليه في تاريخ علم البرديات وسلط الضوء على القانون والمجتمع في مصر البيزنطية.

## برديات
اكتشفت برديات ديوسقورس صدفة في يوليو 1905 في قرية كوم أشقاو والتي بنيت فوق أطلال مدينة أفروديتو. حيث كان أحد السكان يقوم بتجديد مسكنه عندما سقط جدار وظهرت أسفله هوة، ومن خلال الشق شوهدت لفائف وقطع من البردي، لكن في أثناء إبلاغ هيئة الآثار وإلى أن وصلت للموقع، كانت معظم البرديات قد اختفت. في أثناء تنقيبات لاحقة، عثر على جرة كبيرة مملوءة بالبرديات داخل منزل من الطراز الروماني. من بين ما عثر عليه ضمن هذه البرديات قطع هامة من الكوميديا الإغريقية قديمة وحديثة من بينها قطع من تأليف الكاتب الكوميدي الشهير ميناندر. عثر أيضا على قطع من إلياذة هومر وأعمال أدبية ومرجعية أخرى.

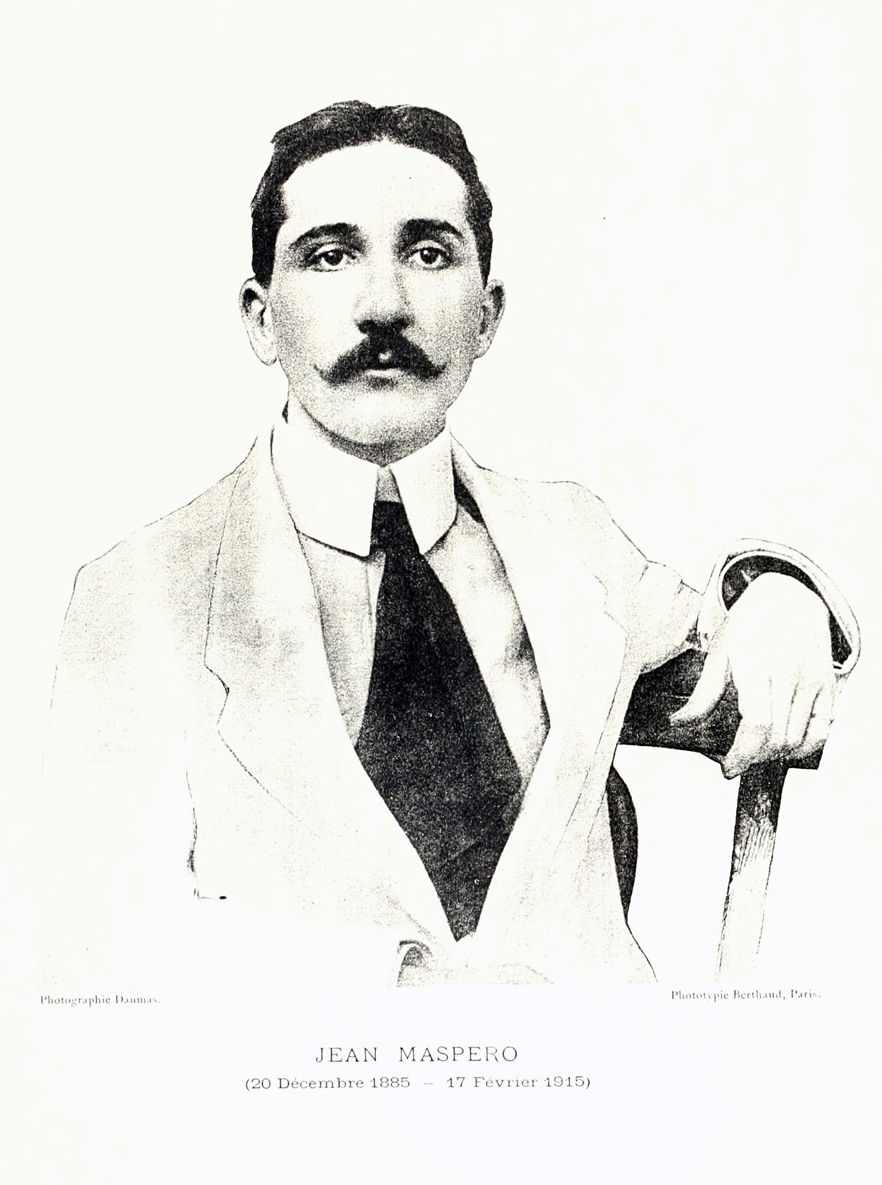
جان ماسبيرو, محرر أول مجموعة من أشعار ديوسقورس (1911)

من أهم الاكتشافات ماقام به غوستاف يفبفر حينما عثر على أرشيف من الأوراق الشخصية والتجارية والقانونية والأشعار الأصلية تعود للقرن السادس. وهذه سلمت للعالم الأثري الناشيء جان ماسبيرو، ابن مدير هيئة الآثار في مصر، والذي قام بتحرير ونشر الوثائق والأشعار في العديد من المقالات العلمية. وفي جزئين من Catalogue général des antiquités égyptiennes du Musée du Caire: Papyrus grecs d’époque byzantine (Cairo 1911, 1913). جان قتل في معركة عند فوقوا في اللورين خلال الحرب العالمية الأولى، وأكمل والده جاستون المجلد الثالث من برديات ديوسقورس في عام 1916. برديات أخرى لدويسقورس حصل عليها تجار التحف إما عن طريق الشراء أو الحفر خلسه  نشرت في فلورنسا، لندن، باريس، ستراسبورج، برنستون، آن آربر، الفاتيكان... الخ

## أفروديتو
حاليا هي قرية كوم أشقاو في مصر الوسطى، جنوب القاهرة وشمال الأقصر. كانت بالأساس مدينة مصرية، لكن بعد غزو الإسكندر الأكبر لمصر في عام 332 قبل الميلاد، أطلق عليها الاسم اليوناني «أفروديتوبولس» (“مدينة أفروديت”) وأصبحت عاصمة لمقاطعتها. لكن قبل القرن السادس فقدت أفروديتوبولس مكانتها كمدينة، وحلت بدلا منها كعاصمة للمقاطعة مدينة أنطيوبوليس. كل من قرية أفروديتو ومدينة أنطيوبوليس كانتا جزء من مقاطعة ادارية أكبر تسمى مقاطعة طيبة، والتي كانت تحت سلطة دوكس معين من قبل الإمبراطور البيزنطي. وكان مركز إدارة الدوكس في مدينة أنطينوبولس على الشط الشرقي لنهر النيل.

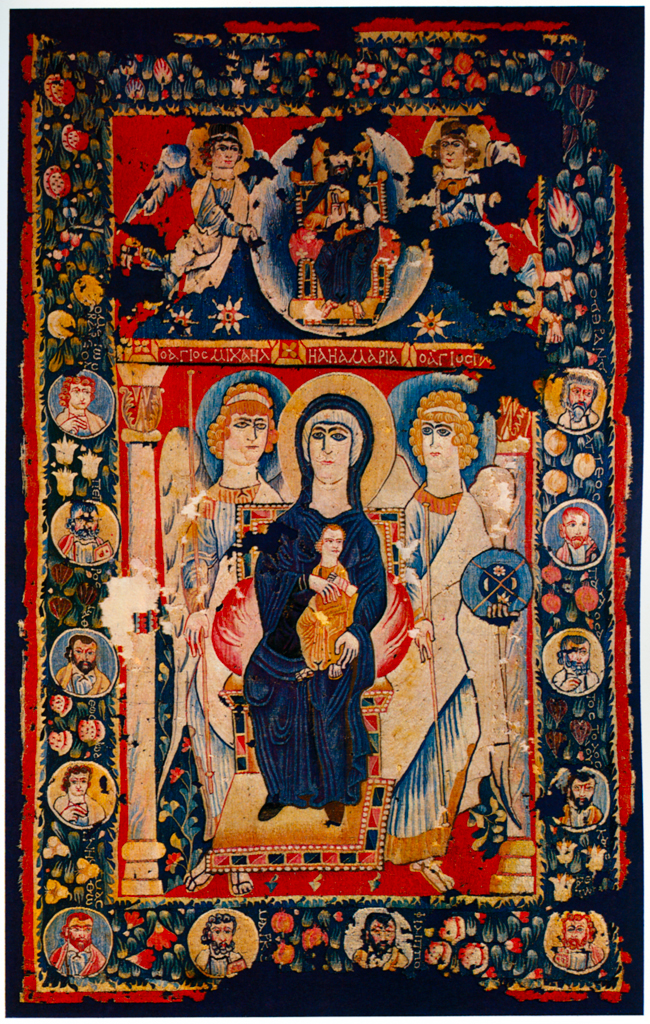
العذراء وطفلها على العرش كإمبراطورة بيزنطية. لوحة منسوجة من القرن السادس عشر من متحف كليفلاند للفن. قطعة رقم 1967.144

أفروديتو كانت في وسط بيئة غنية بالشعر والدين. الشاعر نونوس المشهور في الحقبة البيزنطية المبكرة (300-700 بعد الميلاد) جاء من بانوبوليس 42 كيلومتر جنوب شرق أفروديتو. شعراء آخرون من مقاطعة طيبة ك «موسيوس جراماتيكوس»، كولوثوس، وكرستودوروس لم يصبحوا فقط مشاهير لكن ساهموا أيضا في حركة تثوير شعرية في تلك الحقبة. وعلى الرغم من كونهم مصريين، إلا أنهم كتبوا أشعارهم بلهجة هومر اليونانية، والذي نظم الإلياذة والأوديسة قبل ألف عام من ظهور هؤلاء الشعراء. ولعل السبب في ذلك يرجع لرغبتهم في الاستفادة من قاموس وأساليب الشعراء المرموقين الوثنيين القدامى وتطويعها لأغراض مسيحية. ديوسقورس أكمل هذا النهج وطوره عندما نظم مدائحه على النمط الهومري.
كان هذا المجتمع نشط دينيا أيضا. طبقا للعهد الجديد كانت مصر أول موطن للعائلة المقدسة. طبقا لأدبيات آباء الكنيسة، كانت مصدر مهد الرهبنة المسيحية. في شمال مصر، وفي الصحراء الغربية، وفي منطقة وادي النطرون توجد أديرة على مساحات كبيرة اجتذبت إليها أتباع مخلصون من الأجزاء الشرقية والغربية من الامبراطورية البيزنطية. وفي جنوب مصر، واحد من أوائل الأديرة المسيحية انشأت في باخوم على بعد 127 كم جنوب شرق أفروديتو. وعلى بعد أقل من 40 كم جنوب أفروديتو يقع الدير الأبيض، والذي أنشأه الراهب شنودة. أبولوس وهو والد ديوسقورس أنشأ ديرا وأقام فيه. وفي الواقع، أفروديتو وماحولها حوت أكثر من ثلاثين كنيسة وما يقارب أربعين ديرا.

## سيرة حياة

### السنوات المبكرة
لم تصلنا أي سجلات عن فترة ديوسقورس المبكرة. والده أبولوس كان مستثمر وموظف محلي. المتفق عليه بالنسبة لتاريخ ميلاده أنه حوالي 520 ميلادية وبالرغم من عدم وجود دليل على ذلك، إلا أنه من المرجح أن ديوسقورس قد درس بالأسكندرية، حيث أحد من درسوا له كان الفيلسوف الأفلاطوني الحديث يوحنا النحوي. وعلى الرغم من أن الإسكندرية لم تكن من أفضل الاماكن لدراسة القانون - بيروت كانت الأفضل - إلا أن الشباب كانوا يسافرون إليها للتدرب على الخطابة كمدخل لدراسة القانون. من ضمن هؤلاء الشاعر أجاثياس، من معاصري ديوسقورس، والذي نشر في سن مبكرة مجموعة من الأشعار باسم الدورة ولاحقا أصبح محور مجموعة من أهم الشعراء في القسطنطينية.
بعد عودته لأفروديتو، تزوج ديوسقورس، وأنجب، وسار سيرة والده في العمل: حيث اشترى، وأجر، وأدار عقارات، كما ساعد في إدارة شئون القرية. أول ظهور مؤرخ له في البرديات كان عام 543. حيث كلف ديوسقورس حامي مدينة أنطيوبوليس بفحص الضرر الذي سببه راعي وقطيعه لحقل من المزروعات، كان مملوكا لدير أبا سوروس وكان تحت إدارة ديوسقورس.

### القسطنطينية

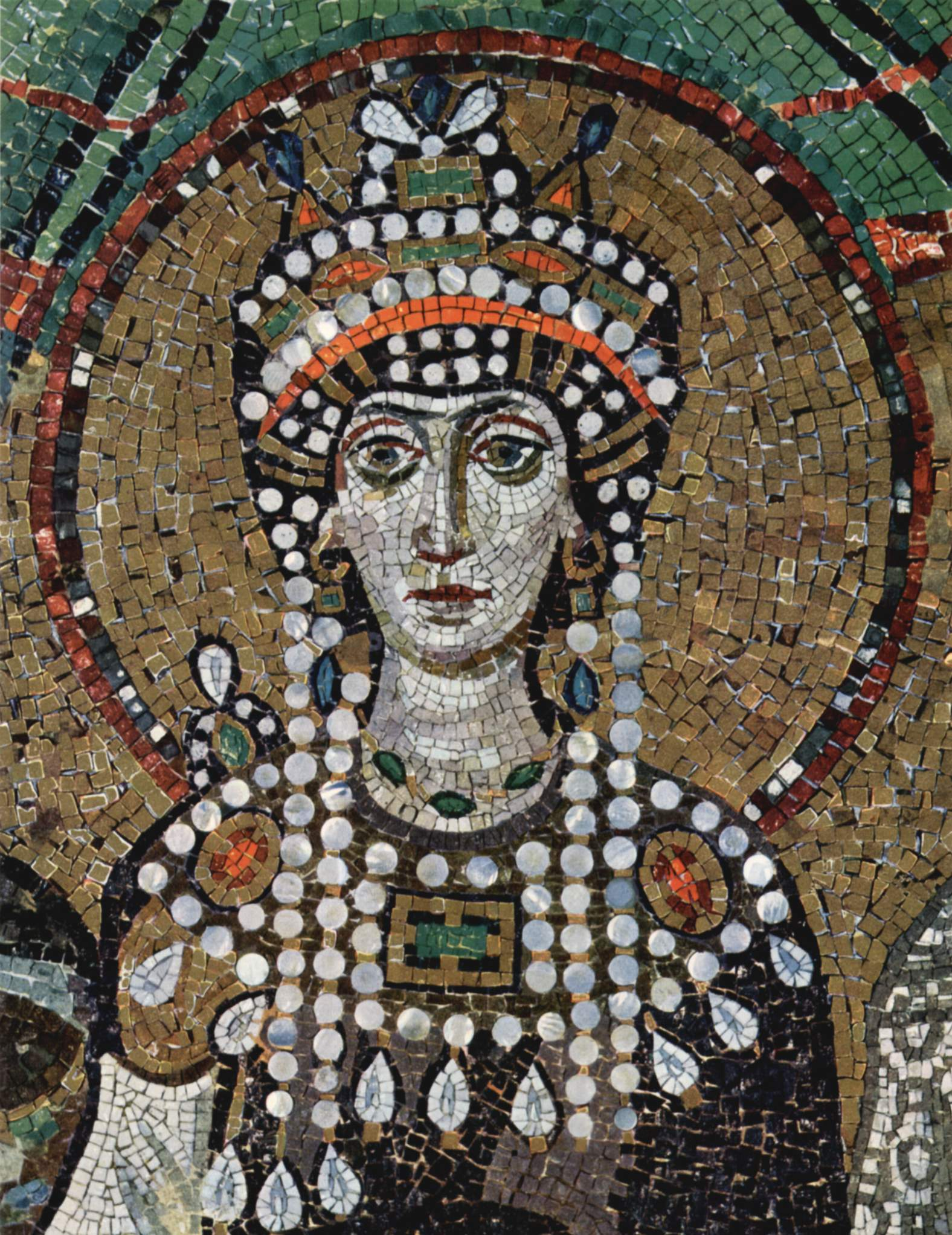
الإمبراطورة ثيودورا. موزايك. سان فيتالي, رافينا.
صورة من القرن السادس للإمبراطورة ثيودورا.

اشتغل ديوسقورس أيضا في العمل القانوني. في عام 546/7، بعد وفاة والده أبولوس، كتب دويسقورس التماس إلى الإمبراطور جستنيان وتوضيح رسمي للإمبراطورة ثيودورا عن نزاعات الضرائب في أفروديتو. القرية كانت تحت رعاية الإمبراطورة ثيودورا، وحصلت على حق الجباية الذاتية (autopragia). كان يعني هذا أن القرية تستطيع أن تجمع ضرائبها بنفسها وتودعها مباشرة في خزانة الإمبراطورية. ولم تكن أفروديتو تحت حكم الباجرك القاطن في أنطيوبوليس، والذي كان يتولى جمع الضرائب من باقي أجزاء المقاطعة. في هذا الالتماس شرح ديوسقورس ووصف للقصر الإمبراطوري انتهاكات الباجرك لوضعهم الضريبي الخاص، ومنها سرقة أموال الضرائب.
لم تأت المراسلات مع القسطنطينية بالمرجو منها، ففي عام 551 (بعد ثلاثة أعوام من وفاة ثيودورا)، سافر ديوسقورس مع مجموعة من سكان أفروديتو إلى القسطنطينية لعرض المشكلة على الإمبراطور مباشرة. وربما أقام هناك ثلاث سنوات. كان للشعر نشاط ملحوظ في تلك المدينة، لم يكون أجاثياس هناك وحسب، بل بول السلنتياري ورومانوس المنشد. بخصوص مشاكل أفروديتو الضريبية، استطاع ديوسقورس الحصول على أمر إمبراطوري، ثلاث نسخ منه بقيت وعثر عليها ضمن أرشيف البرديات. حيث أمر الإمبراطور دوق طيبة أن يحقق في الأمر، وأن يوقف عدوان الباجرك لو ثبتت التهمة. لا يوجد دليل على حدوث انتهاكات ضريبية للباجرك من وقتها ولما بعد وفاة جستنيان في عام 565.

### أنطينوبولس

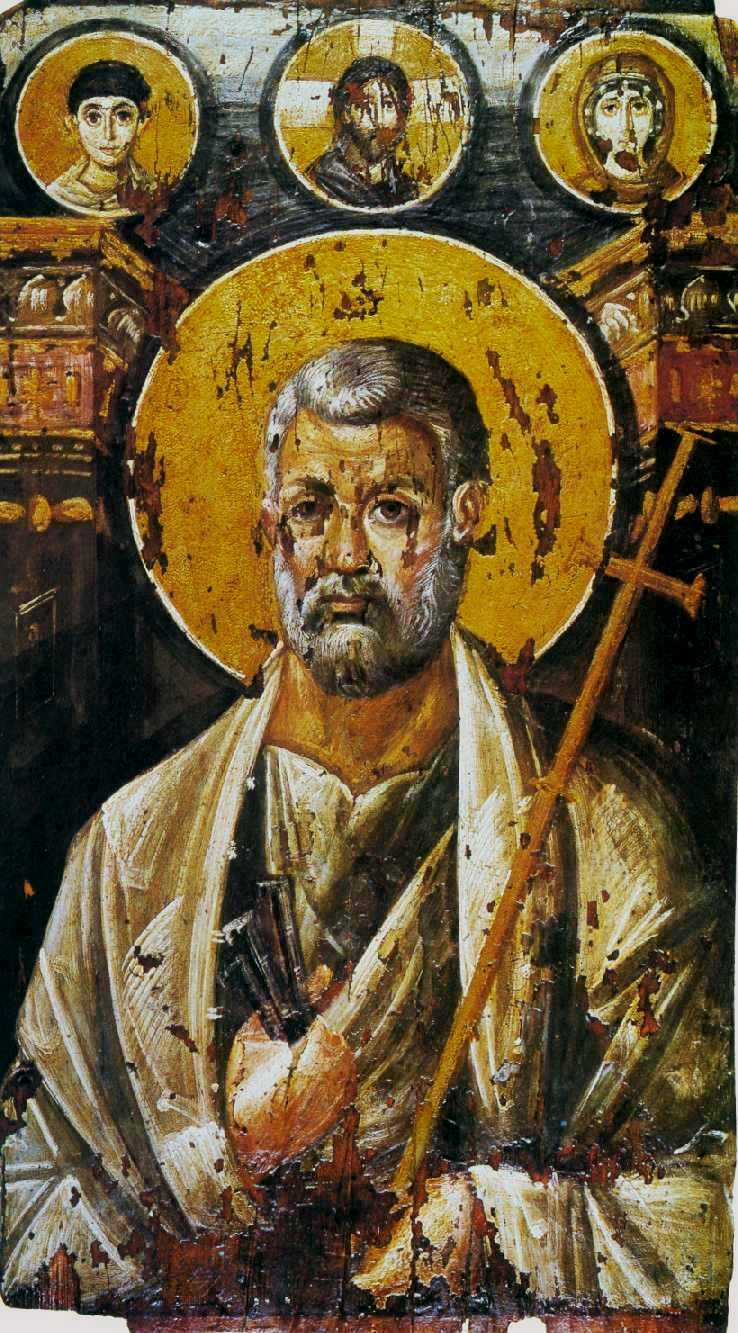
القديس بطرس أيقونة مرسومة بألوان شمعية مثبتة بالحرارة. سيناء.
تصوير من القرن السادس للقديس بطرس كقنصل روماني.

في عام 565/6 غادر ديوسقورس أفروديتو إلى أنطينوبولس، عاصمة مقاطعة طيبة ومقر إقامة «الدوكس».
ولبث هناك حوالي سبع سنوات. السبب وراء هذا الانتقال غير واضح. لكن بالتخمين من خلال الوثائق المكتشفة، نستطيع التوصل أن فرصة الترقي في منصبه القضائي قد أغرته بالبقاء بالقرب من الدوق وأيضا بسبب عنف الباجرك مع أفروديتو وعائلته. الوثائق القانونية من تلك الفترة تظهر أن ديوسقورس كتب الوصية الأخيرة للجراح العام (فوبامون),  حكم في نزاع ملكية عائلي، كتب عقود زواج وطلاق، واستمر في كتابة شكاوى عن انتهاكات الباجرك. إحدى هذه العرائض (P.Cair.Masp. I 67002)، تصف كيف أن مجموعة من سكان أفروديتو في طريقهم لسوق الماشية السنوي تعرضوا لكمين. وبالنهاية وضعوا في الحبس في أنطيوبوليس، تحت سيطرة الباجرك ميناس، حيث عذبوهم ونهبوهم وسطوا على مواشيهم. بعد ذلك هاجم ميناس ورجاله قرية أفروديتو نفسها: أوقف الري، نهب المال، حرق البيوت، وانتهك الراهبات. كل هذه الجرائم تحت مسمى تحصيل الضرائب العامة، بالرغم من أن أفروديتو ملتزمة في دفعها وأن ميناس لا حق له في جمعها.
في تفسير رسمي (طالع الوثيقة في P.Lond. V 1677)، يصف اعتداءات ميناس على ديوسقورس نفسه وعائلته. حيث صادر ممتلكات لديوسقورس لصالح مساعديه، وترك لديوسقورس دفع ضرائبها. بعدها نهب ميناس منزل أخو زوج ديوسقورس وصادر أرضه أيضا، مما أفقرهم. ثم بعدها قبض على ابن ديوسقورس.
قبل مايو من العام 574، ترك ديوسقورس أنطينوبولس. سبب المغادرة غير واضح. ممكن أن يكون السبب شئون عائلية، عمله، أو الموقف المتغير في القسطنطينية. الانتهاكات المرتكبة بحق ديوسقورس وعائلته (انظر بالأعلى) حدثت في عهد جستين الثاني، والذي قام بحملة اضطهاد قاسية ضد المسيحيين لم تحترم عقائد المجتمعين في خلقيدونية، ومن ضمنهم أقباط مصر. في النهاية جُنَّ جستين وتنحى، وفي عام 574 تولى تيبريوس والإمبراطورة صوفيا (زوجة جستين)
حكم الإمبراطورية البيزنطية.

### العودة لأفروديتو
يبدو أن ديوسقورس بعد عودته لأفروديتو قد انسحب من الانشغال بالمسائل القانونية ومهام الإدارة. معظمم شعره كتبه في فترة إقامته في أنطينوبولس، أو بعد عودته لأفروديتو. وثائقه في تلك الفترة تركز على أنشطة ريفية عادية. أخر ماكتبه بيده كان عقد تأجير أرض في دفتر حساباته بتاريخ 5 أبريل عام 585.

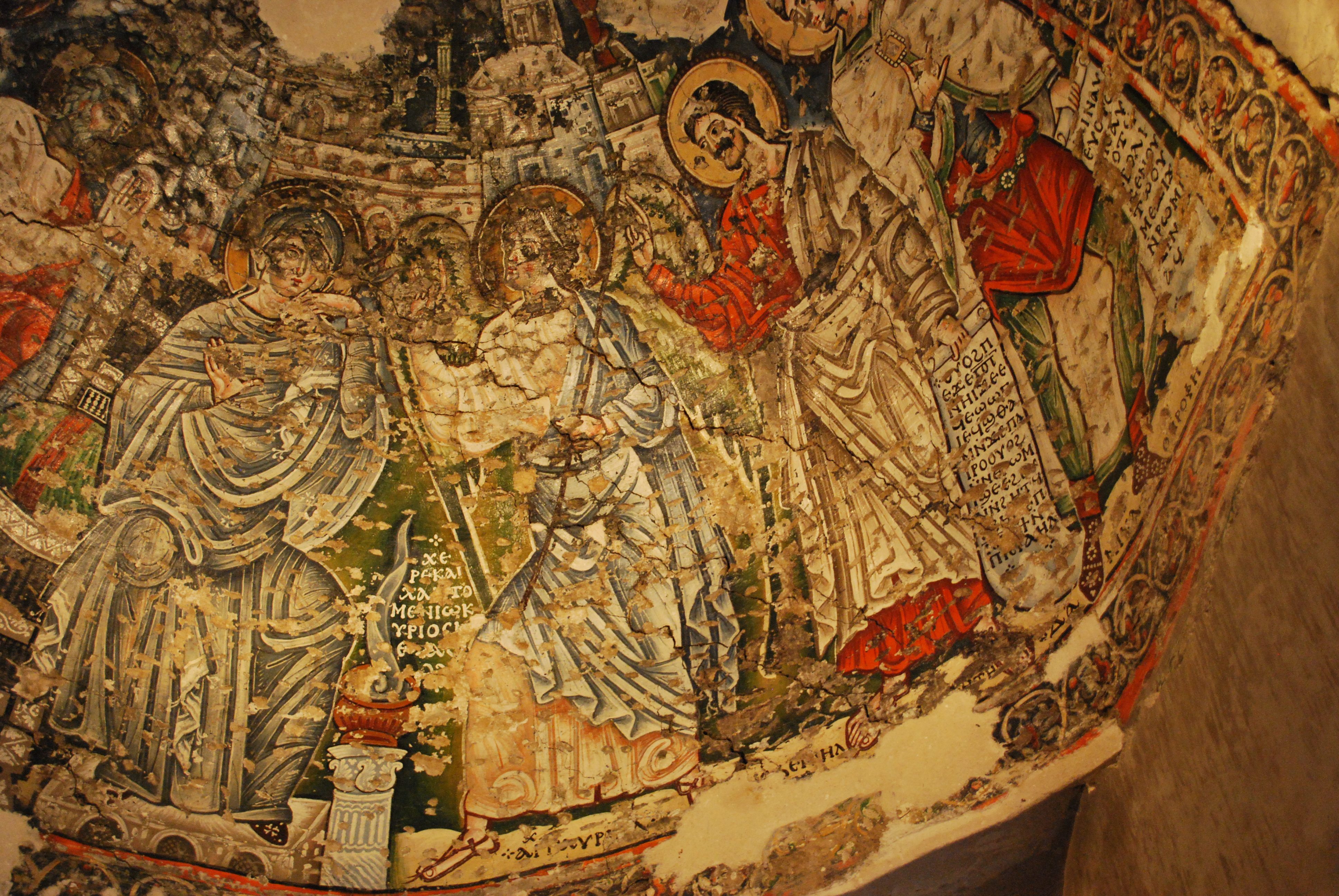
البشارة. لوحة جصية قبطية. وادي النطرون.
تصوير من القرن السادس لمريم العذراء كإمبراطورة بيزنطية.

## شعره

### المنشور
ربما قام ديوسقورس بقراءة أشعاره وتوزيعها على من حوله، لكن لا يوجد لدينا دليل على أنها نشرت في حياته. جان ماسبيرو نشر أول مجموعة من الأشعار الديوسقورية في 1911: “Un dernier poète grec d’Égypte: Dioscore, fils d’Apollôs.” وفي نص هذا المقال المشار إليه توجد 13 قطعة شعرية، مترجمة للفرنسية، مع تحليل للأسلوب الشعري. ثم ما بين 1911 و1916، أعاد جان وجاستون ماسبيرو نشر الأشعار مع وثائق ديوسقورية في ثلاثة مجلدات من Papyrus grecs d'époque byzantine. هذه الأشعار كلها كانت جزءا من مجموعة البردي المملوكة للمتحف المصري في القاهرة.
في عام 1962، نشر إرنست هايتش 29 قطعة شعرية ديوسقورية كانت موجودة في قطع بردية في مكتبات ومتاحف مختلفة. لأكثر من ثلاثة وخمسين سنة، كانت هذه هي الطبعة الأم. الطبعة الأكثر شمولا الآن قام بها جان-لوك فورنيه، ففي عام 1999 نشر 51 قطعة شعرية ديوسقورية وأجزاء (متضمنة اثنين مشكوك في نسبتهم).، بالإضافة لتلك النصوص والتعليقات التي قام بها ماسبيرو، هايتش، فورنيه، والمحررون الأوائل لتلك الأشعار، نشرت دراسة مستفيضة من تأليف ليزلي ماككول (Leslie MacCoull) في عام 1988:Dioscorus of Aphrodito: His Work and His World (Berkeley). Clement Kuehn published a reinterpretation of his poetry in 1995: Channels of Imperishable Fire: The Beginnings of Christian Mystical Poetry and Dioscorus of Aphrodito (New York).

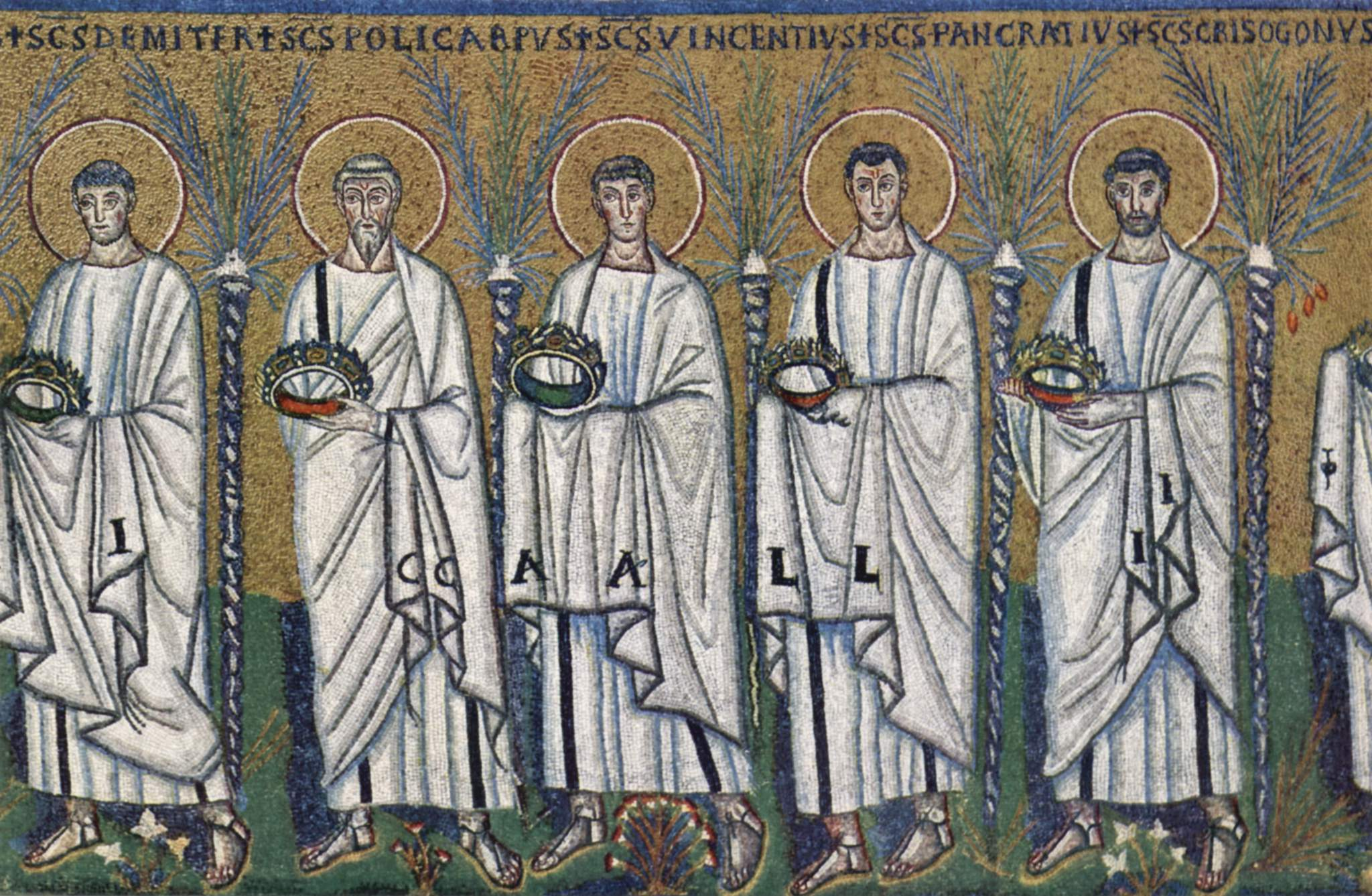
تتويج الشهداء. موزاييك. بازيليكا سان أبولينار نوفو، رافينا.
تصوير من القرن السادس للشهداء في زي أعضاء مجلس الشيوخ الروماني.

### تفسيرات
تباينت ردود أفعال قراء شعر دويسقورس الحاليين. علماء البرديات والمؤرخون وهم أول من فحص تلك الأشعار لم ينبهروا بها.
وذلك بسبب خلفيتهم السابقة في الشعر الكلاسيكي، وقاموا بمقارنة الأبيات الديوسقورية لمعايير الأشعار الكلاسيكية.
الاعتراض المتكرر كان أن أبياته غامضة: المحررون ظنوا أن السطور لا معنى لها -- أو على الأقل، لاتفصح عما توقعه منها المحررون.
قدمت ليزلي ماككول تقييم ايجابي آخر، وفيه تؤكد على أن القاريء لابد له أن يأخذ في الحسبان خلفية ديوسقورس القبطية وهو يقرأ أشعاره. في معظم أشعاره مدح لوجهاء مجهولين - من ضمنهم امبراطور وأكثر من دوق - وبعض علماء البرديات استنتجوا أن ديوسقورس كتب هذه الأشعار للحصول على مزايا من مسؤولي الحكومة (وهؤلاء حددهم علماء البرديات بشكل غير واضح وأحيانا متناقض).
على الرغم من ذلك اقترح كلمنت كويهن عدم النظر للأشعار من وجهة النظر الكلاسيكية، أو الهلنستية، أو الثقافة المصرية
ولكن من خلال وجهة نظر الثقافة البيزنطية والروحية، والتي كان ديوسقورس وسكان مقاطعة طيبة منغمسين في كليهما.
وضح كويهن أن أشعار ديوسقورس تلائم بشكل كبير رمزية الحكي المنتشرة أدب ورسومات العصور الوسطى المعروفة عن بدايات الحقبة البيزنطية.وهي أن: ديوسقورس، متأثرا بالتعليقات الرمزية على الملاحم الهومرية والإنجيل، والأيقونات الرمزية والفنون الكنسية في القرن السادس، كان يمدح المسيح، وبطاركة العهد القديم، والقديسين في السماء كما لو كانوا هم الإمبراطور، الملوك، والوجهاء في البلاط البيزنطي.